# Nigidius bega
Nigidius bega es una especie de coleóptero de la familia Lucanidae.

## Distribución geográfica
Habita en Etiopía.